# Calafindești
Calafindești – wieś w Rumunii, w okręgu Suczawa, w gminie Calafindești. W 2011 roku liczyła 2249 mieszkańców.